# سیمونه پادوین
سیمونه پادوین (انگلیسی: Simone Padoin؛ زاده ۱۸ مارس ۱۹۸۴) بازیکن فوتبال اهل ایتالیا است.